# Проспект Победы (Бухарест)
Проспект Победы (рум. Calea Victoriei) — один из важнейших проспектов в центральном Бухаресте. Проходит от набережной Независимости на север, а затем на северо-запад до площади Победы, где продолжается шоссе Киселёва в северном направлении.

## История
Изначально эта улица была известна под названием Ulița Mare (Улица Маре, Улица Большая), а также как Drumul Brașovului (Друмул Брашовулуй, Брашовская дорога), как часть торгового пути между Бухарестом и трансильванским городом Брашовом. В 1692 году господарь Константин Брынковяну вымостил дорогу деревом и частично упорядочил её, обозначив её маршрут через владения Белечены, монастыря Св. Иоанна, монастыря Злетари и Кантакузинов к монастырю Сериндари. После 1692 года дорога была известна уже под названием Podul Mogoșoaiei (Подул Могошаей, Могошайская деревянная дорога) из-за того, что она также соединяла с центром Бухареста дворец Могошая, который в то время принадлежал Брынковяну и располагался за несколько километров от города.
Большинство дорог на Балканах в старину весной и осенью становились грязными, но тут деревянное покрытие мешало этому. Дорога была одним из важнейших инженерных объектов в этом регионе и предметом гордости жителей Бухареста. Придорожные районы стали наиболее фешенебельными районами Бухареста: так, в 1775 году на самой дороге было 35 боярских имений.
З июля 1814 года Подул Могошаей стала первой улицей в Бухаресте, на которой было обустроено ночное освещение свечами.
Дерево не было достаточно прочным материалом, поэтому часто она находилась в плохом состоянии, хоть его несколько раз ремонтировали (в том числе в 1793 и 1814 годах). В то время, когда Дунайских княжеств принадлежали России (после русско-турецкой войны 1828/29 гг.) командир российских войск здесь Павел Киселёв построил продолжение дороги на север, которое сейчас названо в его честь. В 1842 году дорогу замостили брусчаткой, которую позже заменили на асфальт.
Дорога была названа Calea Victoriei (Каля Викторией, Проспект Победы) 12 октября 1878 года после победы Румынии в войне за независимость 1877—1878 годов.
Сейчас проспект является элитным торговым районом - тут расположено много новых модных магазинов, художественных бутиков, кафе и ресторанов.

## Здания и монументы
Главные достопримечательности, расположенные вдоль проспекта (с севера на юг):
- Дворец Кантакузино, вместе с музеем, посвящённым Джордже Энеску
- Музей коллекций искусства
- Дворец Штирбей
- Румынский атенеум
- Национальный музей искусств Румынии
- Библиотека Бухарестского университета
- Церковь Крецулеску
- Пьяца Революцией (площадь Революции), включает Мемориал Возрождения
- Телефонный дворец
- Театр Одеона
- Каса Капша
- Дворей Национального военного круга
- Пассаж Макка-Вилакроссе
- Bucharest Financial Plaza
- Национальный музей истории Румынии со статуей Траяна и волчицы на его ступеньках
- CEC Bank

Проспект долгое время был местом расположения Национального театра, который стоял с северного бока от Телефонного дворца; копия его бывшего фасада возрождена на современном здании отеля Novotel (открылся летом 2006 года). Римский атенеум располагается немного в стороне от проспекта и отделён от него небольшим парком.
В межвоенные годы Каля Викторией был показательной улицей в Бухаресте. После приблизительно полвека разрухи, он постепенно возвращается к этой роли.
Национальный музей искусств Румынии (бывший королевский дворец) и университетская библиотека напротив него пострадали во время революции 1989 года и были возрождены у 1990-е годы; Телефонный палац был возрождён в 1997—2005 годах; кроме того, продолжается ремонт и реставрация многих отелей на проспекте.